# Nurbenlelang
Nurbenlelang is een bestuurslaag in het regentschap Alor van de provincie Oost-Nusa Tenggara, Indonesië. Nurbenlelang telt 930 inwoners (volkstelling 2010).